# Triad Years Act II
Triad Years Act II ~ The Very Best of The Yellow Monkey é uma compilação da banda japonesa The Yellow Monkey, lançada em 19 de abril de 1997. É a compilação sucedente de Triad Years Act I, lançada no ano anterior.

## Recepção
Alcançou a segunda posição na Oricon e a terceira na Billboard Japan. Foi certificado disco de platina pela RIAJ no mês de lançamento, por vender mais de 400 mil cópias.

## Lista de faixas
Todas as faixas escritas e compostas por Kazuya Yoshii, exceto onde notado. 
| N.º            | Título                                                    | Música                                          | Duração |  |
| 1.             | "Kanashiki Asian Boy" (悲しきASIAN BOY)                   |                                                 | 4:35    |  |
| 2.             | "Venus no Hana" (ヴィーナスの花)                          |                                                 | 4:15    |  |
| 3.             | "Shinbigan Boogie" (審美眼ブギ)                           |                                                 | 3:51    |  |
| 4.             | "Nettaiya" (熱帯夜)                                       |                                                 | 4:43    |  |
| 5.             | "Morality Slave"                                          |                                                 | 5:01    |  |
| 6.             | "Love Sauce"                                              | Yoichi Hirose e Kazuya Yoshii                   | 4:05    |  |
| 7.             | "Foxy Blue Love"                                          |                                                 | 4:44    |  |
| 8.             | "Taiyō ga Moeteiru" (太陽が燃えている)                    |                                                 | 5:04    |  |
| 9.             | "Yoake no Scat" (夜明けのスキャット; cover de Saori Yuki) | Michio Yamagami e Izumi Taku                    | 5:51    |  |
| 10.            | "A Henna Amedama" (A HENな飴玉)                           |                                                 | 3:49    |  |
| 11.            | "Lovers On Backstreet"                                    |                                                 | 5:24    |  |
| 12.            | "Tsuioku no Mermaid" (追憶のマーメイド)                   |                                                 | 4:00    |  |
| 13.            | "Romantist Taste"                                         |                                                 | 5:05    |  |
| 14.            | "Mary ni Kuchizuke" (マリーに口づけ)                      |                                                 | 5:42    |  |
| 15.            | "Wedding Dress"                                           |                                                 | 5:19    |  |
| 16.            | "Honaloochie Boogie" (cover de Mott the Hoople)           | Ian Hunter; versão em japonês por Kazuya Yoshii | 4:38    |  |
| Duração total: | Duração total:                                            | Duração total:                                  | 74:42   |  |

## Créditos
- Kazuya "Lovin" Yoshii (吉井和哉) – vocais, guitarra
- Hideaki "Emma" Kikuchi (菊地英昭) – guitarra, vocais de apoio
- Yoichi "Heesey" Hirose (廣瀬洋一) – baixo, vocais de apoio
- Eiji "Annie" Kikuchi (菊地英二) – bateria